# Марван Аттія
Марван Аттія (араб. مروان عطية, нар. 1 серпня 1998) — єгипетський футболіст, півзахисник клубу «Аль-Аглі».

## Клубна кар'єра
Народився 1 серпня 1998 року. Вихованець футбольної школи клубу «Аль-Іттіхад» (Александрія). Дорослу футбольну кар'єру розпочав 2019 року в основній команді того ж клубу, в якій провів чотири сезони, взявши участь у 92 матчах чемпіонату.  Більшість часу, проведеного у складі александрійського «Аль-Іттіхада», був основним гравцем команди.
До складу клубу «Аль-Аглі» приєднався 2023 року. Станом на 8 вересня 2023 року відіграв за каїрську команду 16 матчів в національному чемпіонаті.

## Виступи за збірну
У 2023 році дебютував в офіційних матчах у складі національної збірної Єгипту.
| Дата       | Місто    | Господарі    | Результат | Гості   | Турнір                                  | Голи | Примітки |
| ---------- | -------- | ------------ | --------- | ------- | --------------------------------------- | ---- | -------- |
| 24-3-2023  | Каїр     | Єгипет       | 2 – 0     | Малаві  | Відбір до Кубка африканських націй 2023 | -    | 87'      |
| 14-6-2023  | Марракеш | Гвінея       | 1 – 2     | Єгипет  | Відбір до Кубка африканських націй 2023 | -    |          |
| 8-9-2023   | Каїр     | Єгипет       | 1 – 0     | Ефіопія | Відбір до Кубка африканських націй 2023 | -    | 67'      |
| 12-10-2023 | Аль-Айн  | Єгипет       | 1 – 0     | Замбія  | товариський матч                        | -    | 65'      |
| 16-11-2023 | Каїр     | Єгипет       | 6 – 0     | Джибуті | Відбір до ЧС 2026                       | -    | 40' 51'  |
| 19-11-2023 | Монровія | Сьєрра-Леоне | 0 – 2     | Єгипет  | Відбір до ЧС 2026                       | -    | 69'      |
| Усього     |          | Матчів       | 6         |         | Голів                                   | 0    |          |

## Титули і досягнення
- Переможець Ліги чемпіонів КАФ (1):

«Аль-Аглі»: 2022-2023